# رايك (أمجز)
رایك (بالفارسية: رایک) هي منطقة سكنية تقع في إيران في قسم أمجز الريفي.